# DSaa (Inschrift)
DSaa ist die Bezeichnung einer Inschrift von Dareios I. (D). Sie wurde in Susa (S) entdeckt und von der Wissenschaft mit einem Index (aa) versehen. Sie liegt in babylonischer Sprache vor.

## Inhalt
Der Inhalt entspricht einer Kurzfassung der Inschrift DSf und hat 40 Zeilen.
| 1Je (suis) Darius, le grand roi, le roi des rois, 2Le roi des pays, le roi de la terre, le fils de Hystaspe, 3l’Achéménide. Darius, le roi dit: 4„Par la protection d’Ahuramazda, 5ce palais qui est construit ici, c’est moi, qui 6l’ai construit. A l’endroit de la construction de ce palais 7–8ses fondations, jusqu’à ce que j’atteigne le lit du sol, furent creusées, 9et de gravier, sur 20 coudées, furent comblées. 10Sur le gravier, les fondations du palais furent jetées. 11Voici les matériaux qui, pour 12ce palais, ont été employés: l’or, l’argent, le lapis-lazuli, 13la turquoise, la cornaline, les poutres, 14de cèdre, les poutres de bois de Makan, 15l’ébène, l’ivoire 16et les décorations de reliefs. 17Toutes les colonnes (sont) de pierre travaillée. 18Voici les pays 19–20qui ont apporté les matériaux de décoration de ce palais: La Perse, l’Elam, 21la Médie, Babylone, 22l’Assyrie, l’Arabie, l’Egypte, 23les Pays de la Mer, 24Sardes, l’Ionie, 25l’Urartu, la Cappadoce, 26la Parthie, la Drangiane, 27l’Arie, la Chorasmie, 28Bactres, la Sogdiane, 29Gandhara, la Cimmérie, 30la Sattagydie, 31l’Arachosie, la Quadie“. 32Darius, le roi dit: „Par la protection 33d’Ahuramazda, les matérieux de décoration 34de ce palais, de loin 35furent apportés et j’en ai fait l’agencement. 36Tout ce que j’ai fait, 37tout cela, par la protection 38d’Ahuramazda, je l’ai accompli. 39Ahuramazda me protègera 40jusqu’à ce que j’aie tout fait.“ | Ich bin Dareios, der große König, der König der Könige, der König der Länder, der König der Erde, der Sohn von Hystaspes, der Achämenide. Dareios, der König spricht: „Unter dem Schutz von Ahuramazda wurde dieser Palast von mir gebaut. Der Boden wurde an dieser Stelle bis auf den Felsen abgetragen und mit Schotter aufgefüllt, 20 Ellen hoch. Auf den Schotter wurde das Fundament des Palasts gelegt. Das sind die Materialien, die für den Palast verwendet wurden: Gold, Silber, Lapislazuli, Türkis, Karneol, Zedernholz, Balken von Makan, Ebenholz, Elfenbein und Reliefdekorationen. Alle Säulen sind aus bearbeitetem Stein. Das sind die Länder, die die Materialien für die Dekorationen des Palasts gebracht haben: Persien, Elam, Medien, Babylonien, Assyrien, Arabien, Ägypten, die Länder des Meeres, Sardis, Ionien, Urartu, Kappadokien, Parthien, Drangiana, Areia, Choresmien, Baktrien, Sogdien, Gandhara, Kimmerien, Sattagydien, Arachosien, Quadien. “ Dareios, der König spricht: „Unter dem Schutz von Ahuramazda wurden die Materialien für die Dekoration des Palasts von weither gebracht und ich habe ihn eingerichtet. All das habe ich gemacht, alles habe ich mit der Unterstützung von Ahuramazda erreicht. Ahuramazda soll mich und all das, was ich geschaffen habe, beschützen.“ |

## Beschreibung
Während der Ausgrabungsarbeiten der Délégation Archéologique Française en Iran 1969–1970 unter der Leitung von Jean Perrot wurde die Inschrift DSaa zusammen mit der Inschrift DSz im Durchgang zum westlichen Hof der Apadana-Terrasse entdeckt. Der Standort wurde als in situ (am Ursprungsort) eingestuft. Die Inschrift befand sich auf einer grauen Marmortafel am Boden und bildete ein Quadrat mit einer Seitenlänge von 33,6 cm und einer Dicke von 8,7 cm. Die Tafel ist auf allen sechs Seiten in babylonischer Sprache beschrieben und umfasst 40 kurze Zeilen. Die Inschrift ist vollständig erhalten und befindet sich heute im Iranischen Nationalmuseum.

## Rezeption
Aufgrund der Ähnlichkeiten der Inschriften DSf, DSz und DSaa nimmt man an, dass sich alle drei Inschriften auf den Palast des Dareios I. beziehen. Ein Zweifel besteht, weil der sich wiederholende Charakter der Inschriften für verschiedene Gebäude verwendet werden könnte. Darauf deutet auch die Verwendung eines Logogramms in dieser Inschrift. Bislang haben archäologische Ausgrabungen aber keinen weiteren Palast auf der Apadana-Terrasse entdecken können.
Mit dieser babylonischen Inschrift können die Zeitpunkte der Errichtung des Palastkomplexes von Susa und der Tod von Hystaspes festgelegt werden. François Vallat vermutet, dass die Inschrift spätestens 518 v. Chr. an ihren Standort gebracht wurde. Darauf deuten Übereinstimmungen mit der Behistun-Inschrift in den Zeichen für Ahuramazda, Hystaspes oder der Liste der Länder. Das Zeichen für Babylonien ist sogar bis zur heutigen Zeit nur auf dem Kyros-Zylinder nachgewiesen. Es handelt sich deshalb bei DSaa um eine frühe Inschrift von Dareios I. Die Hinweise der Inschrift für den Zeitpunkt des Palastbaus decken sich mit den archäologischen Ergebnissen von 1969/1970 unter der Leitung von Jean Perrot.
Das Sterbedatum für den Vater von Dareios I. wird verschieden festgelegt. Walther Hinz setzte es auf ungefähr 510 v. Chr. und Marie-Joseph Steve auf ungefähr 515/514 v. Chr. Nach der Auffassung von François Vallan bedeutet das Weglassen von Hystaspes in DSaa (wie auch in der Inschrift DSz), dass er bei deren Verfassung bereits gestorben war. Da man heute weiß, dass der Palast von Susa in einem Stück gebaut wurde, ist der Zeitraum zwischen der Inschrift DSf, wo er noch erwähnt ist, und den beiden Inschriften DSz und DSaa, sehr klein. Das Todesdatum von Hystaspes könne deshalb auf 519/518 v. Chr. festgelegt werden. Demgegenüber steht die Meinung, dass zu viel Vertrauen in den dokumentarischen Wert der achämenidischen Königsinschriften bestenfalls gefährlich sei. Verschiedene Tontafeln der Verwaltungsarchive von Persepolis wiesen darauf hin, dass Hystaspes 503/502 v. Chr. oder sogar noch 501/500 v. Chr. noch am Leben gewesen sei. In diesen Jahren sei er über 80 Jahre alt gewesen und man könne annehmen, dass er während dieser Zeitspanne gestorben sei.